# Nanajowie
Nanajowie (ros. нанайцы), dawna rosyjska nazwa Goldowie – lud tunguski zamieszkujący tereny dalekiego wschodu Syberii (Rosja), nad dolnym Amurem i Ussuri.
Liczebność Nanajów wynosi ok. 17 tysięcy, z czego 12 003 żyje w Federacji Rosyjskiej (według spisu powszechnego z 2010), a 4640 w Chinach (2000). Posługują się językiem nanajskim z grupy tungusko-mandżurskiej. Od XIX wieku prawosławni, lecz zachowali też pierwotne wierzenia animistyczne oraz szamanizm. Nanajowie zajmują się myślistwem, rybołówstwem, hodowlą. Mają dobrze rozwinięte kowalstwo, obróbkę kości i ornamentowanie odzieży.
Goldem był Dersu Uzała, opisany przez rosyjskiego etnografa Władimira Arsienjewa.